# Sverker Johansson (jornalista)
Sverker Johansson - nascido em 27 de setembro de 1967 em Estocolmo, Suécia - é um produtor de mídia digital, jornalista, fotógrafo e escritor de roteiros cinematograficos. 

Produz suplementos de jornais e programas de televisão, especialmente nas áreas da silvicultura e da indústria florestal. 

Ganhou vários prémios internacionais pelos seus roteiros em colaboração com o produtor cinematográfico Johan Heurgren. 

Em 2010, recebeu a Placa de Prata da Academia Real da Silvicultura e Agricultura da Suécia "pela forma relevante como despertou o interesse pelas atividades agrícolas e silvícolas". 

## Prémios e galardões
- Placa de prata da Academia Real da Silvicultura e Agricultura da Suécia, por ter fundado o Kunskap Direkt - sítio interativo de apoio às decisões dos proprietários florestais.
- Intermedia-Globe Gold 2004, World Media Festival Hamburg,  pelo filme ”Skogens Kulturarv” (A herança cultural da floresta).
- Intermedia-Globe Silver 2004, World Media Festival Hamburg, pelo filme ”Jag skulle bara…” (Eu só…) da LRF (Federação dos agricultores suecos}.
- Guldklappan 2003 - Prémio cinematográfico da Associação de Informação e da Associação dos Fornecedores de Imagens pelo filme “Skogens Kulturarv”  (A herança cultural da floresta).
- The Silver Screen Award 2002, US International Film and Video Festival, pelo filme “Skogforsk – a short presentation”.
- The Silver Screen Award 2001, US International Film and Video Festival, pelo filme de réclame “PEFC”.